# 田中和泉
田中 和泉（たなか いずみ、男性、1931年〈昭和6年〉8月11日 - 2020年〈令和2年〉1月20日 ）は、日本の実業家。TBS社長。東京都出身。

## 来歴・人物
1954年（昭和29年）、早稲田大学第一商学部を卒業後、TBSの前身であるラジオ東京に入社。テレビ本部管理部長、企画部長、現業管理室長、経理局長を歴任する。
1983年（昭和58年）取締役に選任され、1987年（昭和62年）常務、1989年（平成元年）社長に就任し、秋山豊寛を日本人初の宇宙飛行士として宇宙空間に送り込んだほか、民放初の経済部を立ち上げた。しかし、損失補填問題の発覚を受け、1991年（平成3年）に社長を辞任した。
2020年（令和2年）1月20日、心不全のため東京都内の病院で死去。88歳没。

### ザ・ベストテンとNEWS23
1989年（平成元年）のゴールデンウィーク中日、『ザ・ベストテン』のプロデューサー山田修爾は、原田俊明編成部長（のちTBS執行役員・トレソーラ社長）から食事に誘われ、その席で「ベストテンまだ続けるか？ お前に任せるから考えて答えをくれ」と言われ、それから2ヶ月間悩み、7月6日の放送で司会の黒柳徹子から9月末で番組が終了すると発表される。
ザ・ベストテンは「見る側（視聴者）」、「出る側（歌手・タレント）」、「作る側（制作スタッフ）」それぞれの「番組を面白くしよう」という共通目標が人気を支えてきたTBSを代表する音楽番組だったが、80年代後半となるとその構図が崩れ、高かった視聴率も良かったり悪かったりの状態となった。また『筑紫哲也 NEWS23』開始に伴うプライムタイム枠の再編とも相まって、第603回の放送で11年9か月続いた番組は終了した。この看板番組の終了と平日最終版ニュースの立ち上げが、社長就任後最初の大仕事となった。

### 平成新局開局の背景
田中が富山県富山市に本社を置くIT企業『インテック』を訪れた際、インテックと関わりの深い東京都港区浜松町の企業『プラネット』の現会長である玉生弘昌に対し「今時、新しい系列局を作っても採算に合わない」と新規のJNN系列局の設置に消極的な姿勢を見せていたという。
だが、社長就任すると、その年の10月1日にはテレビユー福島以来、6年ぶりとなる新規系列局で山形県民念願のJNN系列局である『テレビユー山形』が開局。更に翌年10月1日には、富山県民念願のJNN系列局である『チューリップテレビ』も開局した。両局ともその後、TBSホールディングスが主要株主として資本参加している。

### 社長退任とその後
1991年（平成3年）7月29日、バブル崩壊のニュースが連日報道され、銀行や証券会社の不祥事も次々と明るみに出る中、そうしたバブル期の銀行や証券の行為に批判を加えていたTBS自体が、こともあろうに野村、日興証券から6億5千万円の損失補填を受けていたことが明るみに出た。さらにこのTBSの損失補填に直接かかわっていた責任者が経理出身の社長、田中であったことも加わって、TBSはその報道に仕方、コメントなどをめぐり、大揺れに揺れ、会社としての意見集約がなかなかまとまらなかった。NEWS23キャスターの筑紫哲也は、他の企業は批判してきたのに、これを見過ごしたら局の信用が傷つくだけでなく、番組への信頼性も崩壊すると思い、普段の流儀を捨てて、スタッフに集まってもらい、番組生命の危機であるという自分の認識を伝え、それに基づいた番組を作った。田中は、社の損失を補填で少しでも食い止めたことは社の利益こそ守れ、悪いことではないという見解の持主である上に、社内に対抗勢力がほぼ皆無の、盤石の体制にあった。
むずかしい社内状況が続くなかで、アウトサイダーである筑紫に何らかの役割を期待する空気がうまれた。筑紫は冗談じゃない、と思ったが、それでも一度だけ田中に会い「TBSは民間会社とはいえ、報道機関であることが普通の会社とはちがう」と告げ、面談に一人だけ立ち会った磯崎洋三常務と職場に戻る廊下を歩きながら、「社長の首を取る旗振り役を私に期待する空気がありますが、私にはそんな気はありませんよ。これは社員のみなさんで解決すべき問題なんですから」と言った。この損失補填問題は長く軋轢を生み、経営陣OBの反発や組合の社長辞任要求まで飛び出し、結局、3ヵ月後に田中は社長を辞任した。
『3時にあいましょう』のプロデューサー2人が、上祐史浩や村井秀夫らオウム真理教の幹部に放送前の坂本弁護士のインタビューテープを見せた事が発端となり、坂本弁護士一家殺害事件が起きたのは、田中が社長に就任した1989年であるが、事件が発覚したのは、田中を引き継いだ磯崎が社長時代の1996年である。ことの深刻さは、損失補填の比ではなく、磯崎はTBSビデオ問題の矢面に立たされ、事件の責任をとって社長を引責辞任している。